# Obciążenie rzeki
Obciążenie rzeki – wartość charakteryzująca masę materiału transportowanego przez rzekę w jednostce czasu. Podaje się ją najczęściej w gramach na sekundę.
Geomorfologia wyróżnia cztery rodzaje obciążenia rzeki w zależności od frakcji i rozpuszczalności osadu: obciążenie w roztworze, obciążenie zawiesinowe, obciążenie denne i obciążenie flotacyjne.
Zobacz też
- denudacja jednostkowa
- mętność wody
- natężenie przepływu